# Thénésol
Thénésol település Franciaországban, Savoie megyében. Lakosainak száma 318 fő (2022. január 1.). Thénésol Allondaz, Césarches, Marthod, Mercury és Pallud községekkel határos.

## Népesség
A település népessége az elmúlt években az alábbi módon változott:
| Lakosok száma | 263  | 293  | 314  | 310  | 313  | 318  | 317  | 318  | 318  |
|               | 2013 | 2015 | 2016 | 2017 | 2018 | 2019 | 2020 | 2021 | 2022 |